# Виссхер, Ян де
Ян де Виссхер, или Иоаннес Виссхер (нидерл. Cornelis Visscher; ок. 1636, Харлем — между 1692 и 1712, Амстердам) — голландский рисовальщик, живописец и гравёр «Золотого века Нидерландов». Мастер репродукционной гравюры в технике резца и офорта. Представитель большого круга родственников и однофамильцев: голландских рисовальщиков, гравёров и типографов.

## Биография
Ян де Виссхер родился в Харлеме в семье гравёров и был младшим братом Корнелиса Виссхера (1629—1658,) и Ламберта Виссхера (ок.1633— ок.1690).
По сведениям Арнольда Хоубракена, автора жизнеописаний: «Великий театр нидерландских художников и художниц» (De Groote Schouburgh der Nederlantsche Konstschilders en Schilderessen, 1718—1721), Ян де Виссхер был талантливым офортистом, создавшим знаменитые гравюры по живописным оригиналам Филипса Вауэрмана и Николаса Питерса Берхема. В возрасте пятидесяти шести лет он освоил живописное мастерство под руководством пейзажиста Мишеля Карре. Хоубракен лично беседовал с Мишелем Карре, который утверждал, что Виссхер также хорош в итальянских пейзажах, как и он сам. До настоящего времени не известно никаких живописных картин работы Виссхера, но он создал много гравюр по оригиналам многих известных живописцев. Всего произведений Яна де Виссхера-гравёра насчитывается 150; из них 15 гравированы с его собственных рисунков, а остальные выполнены по оригиналам Николаса Берхема, Адриана Брауэра, Адриана ван Остаде, Яна ван Гойена и его брата Корнелиса.
Хоубракен также упомянул Яна Виссхера из Харлема под прозвищем Слемпоп (Slempop) в другом месте своей книги, в биографическом очерке «П. Молина». Возможно, Янов Виссхеров было несколько. Этот Ян Виссхер посетил уроженца Харлема Молина Второго, когда тот находился в тюрьме в Генуе в течение шестнадцати лет за убийство своей жены.

## Галерея

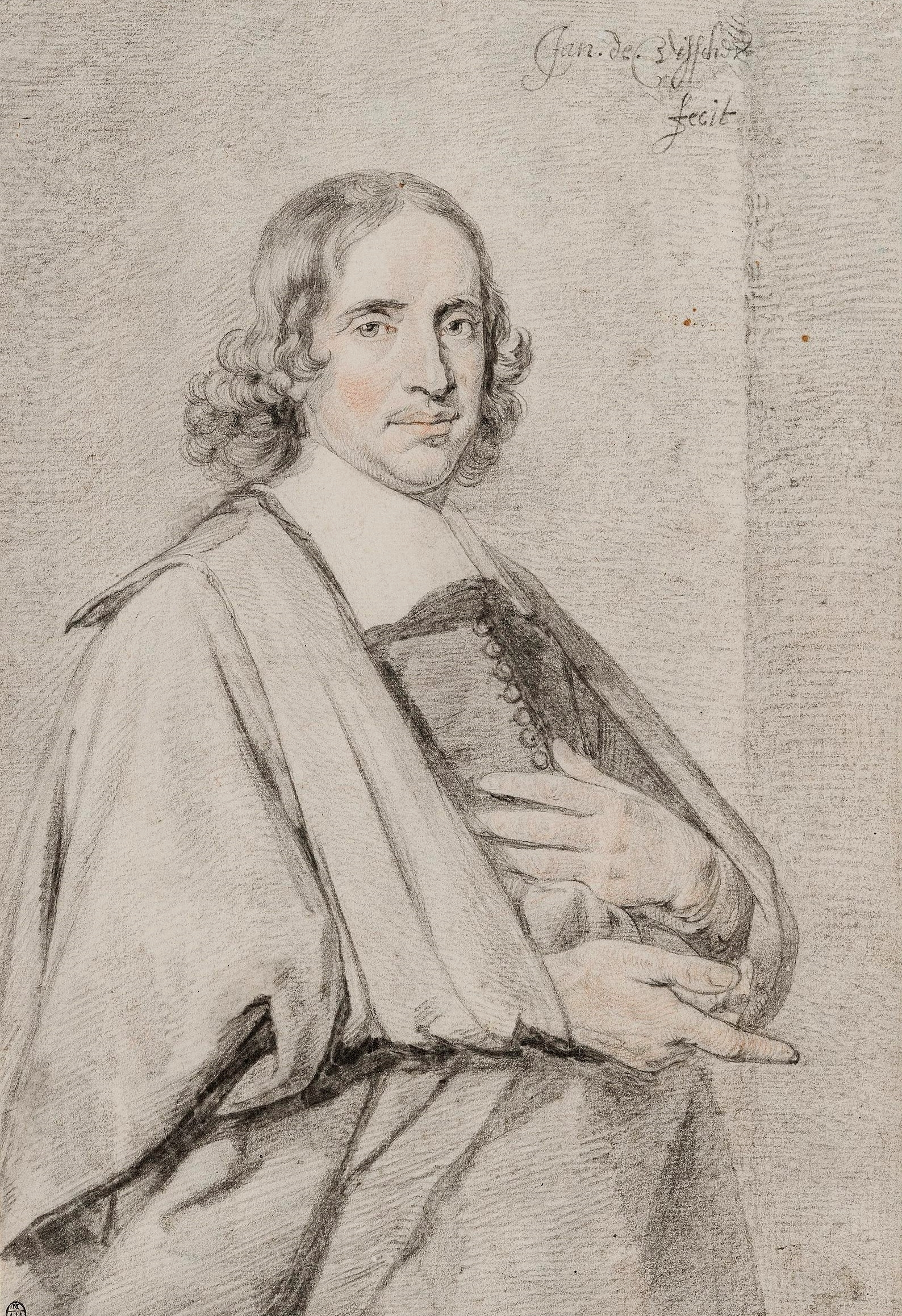
Портрет Бернарда Сомера. После 1671. Бумага, итальянский карандаш, сангина. Национальный музей, Варшава
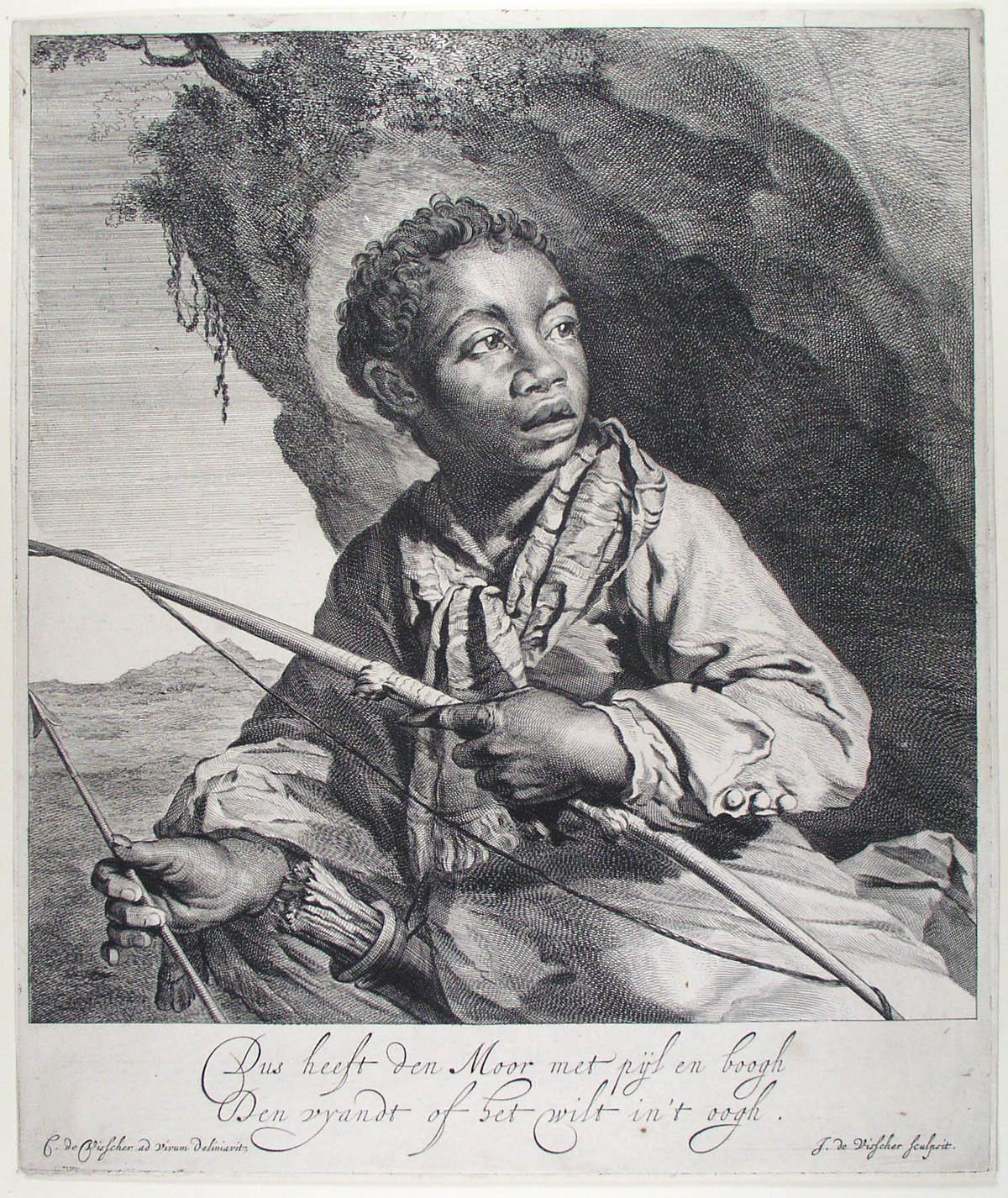
Мавританский лучник. Между 1648 и 1658. Офорт Корнелиса Виссхера по рисунку Яна де Висхера
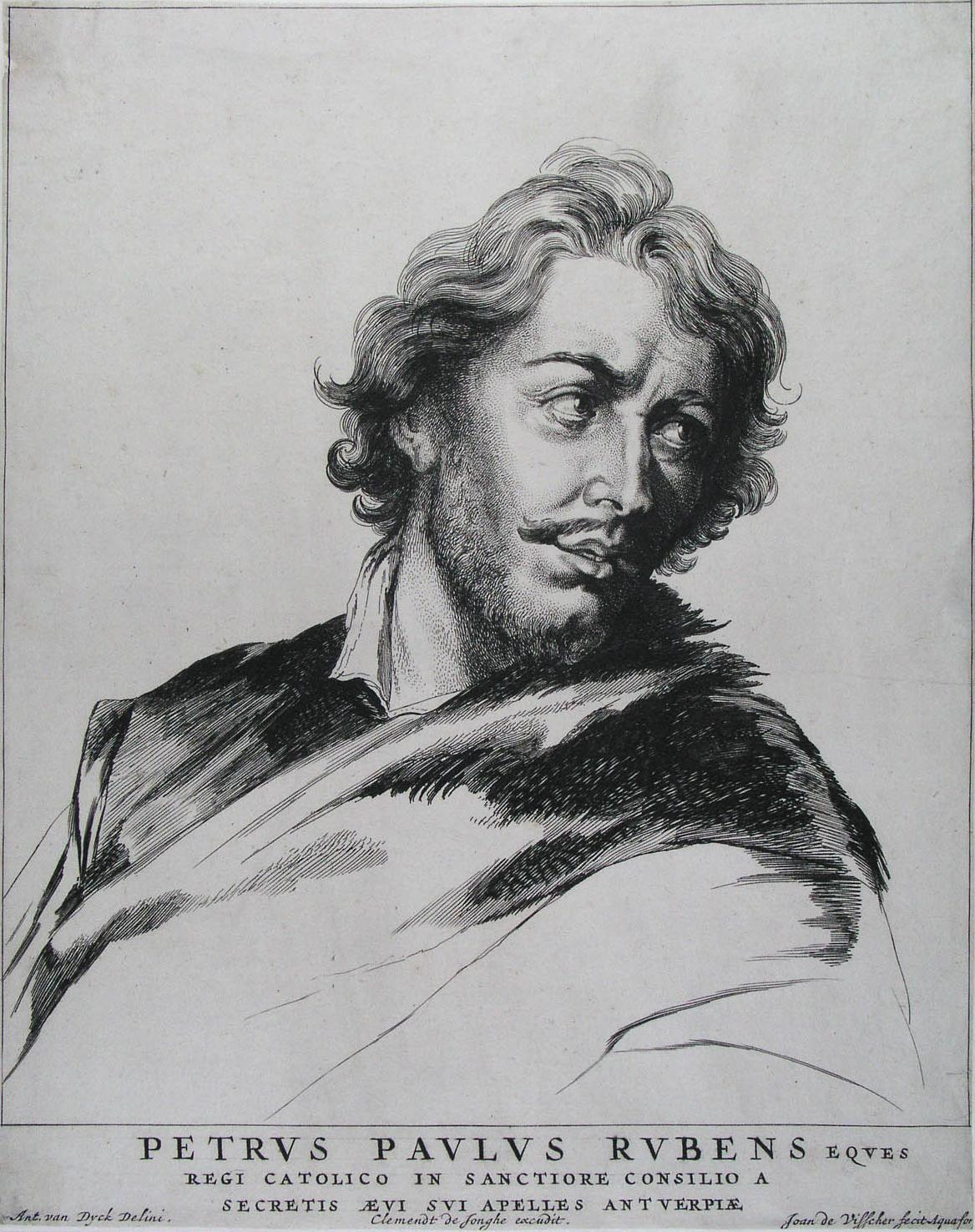
Портрет П. П. Рубенса. По оригиналу А. Ван Дейка. Между 1668 и 1692. Офорт. Музей Бойманса—ван Бёнингена, Роттердам
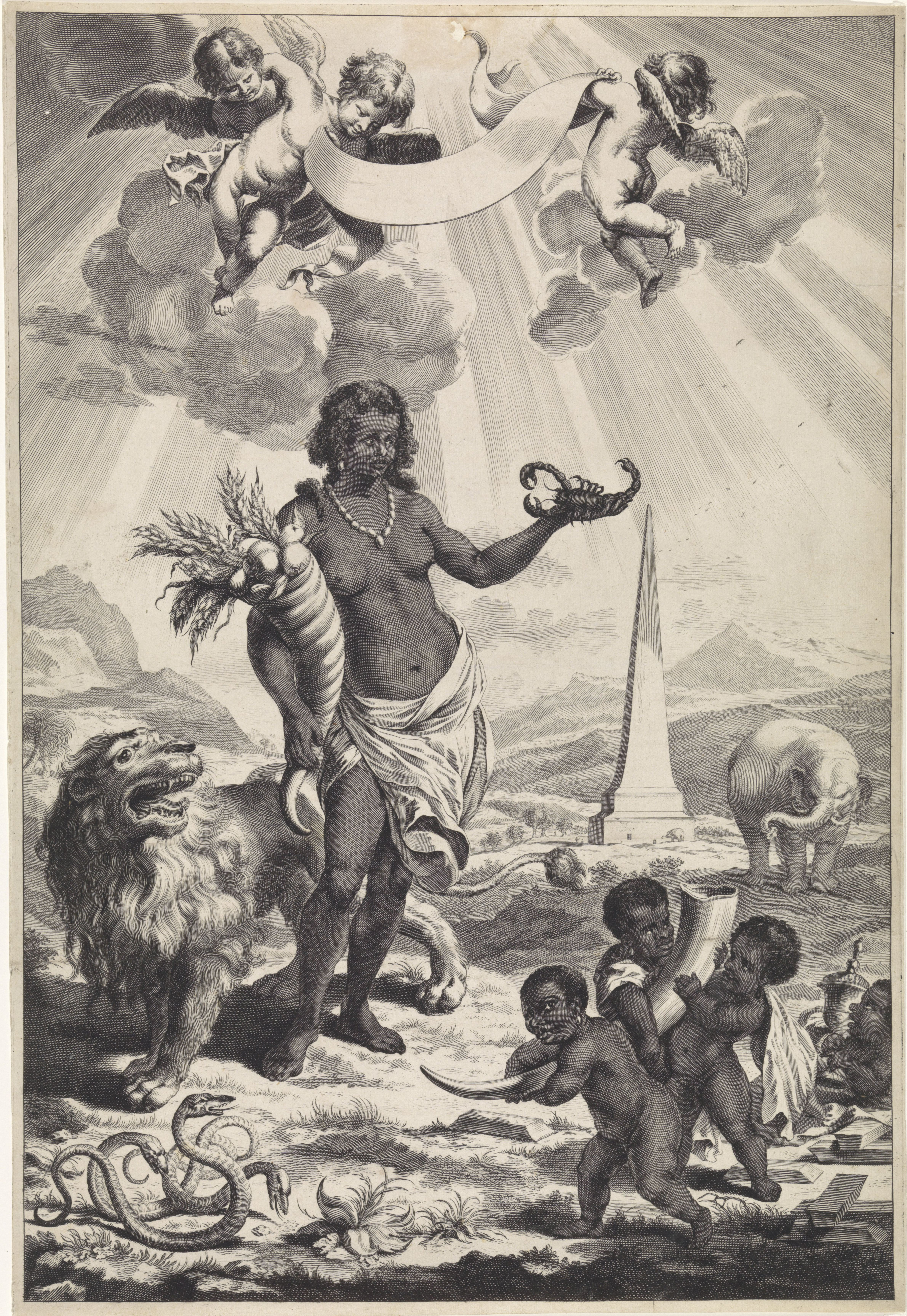
Aфриканский ландшафт. между 1650 и 1700. Офорт. Рейксмюсеум, Амстердам
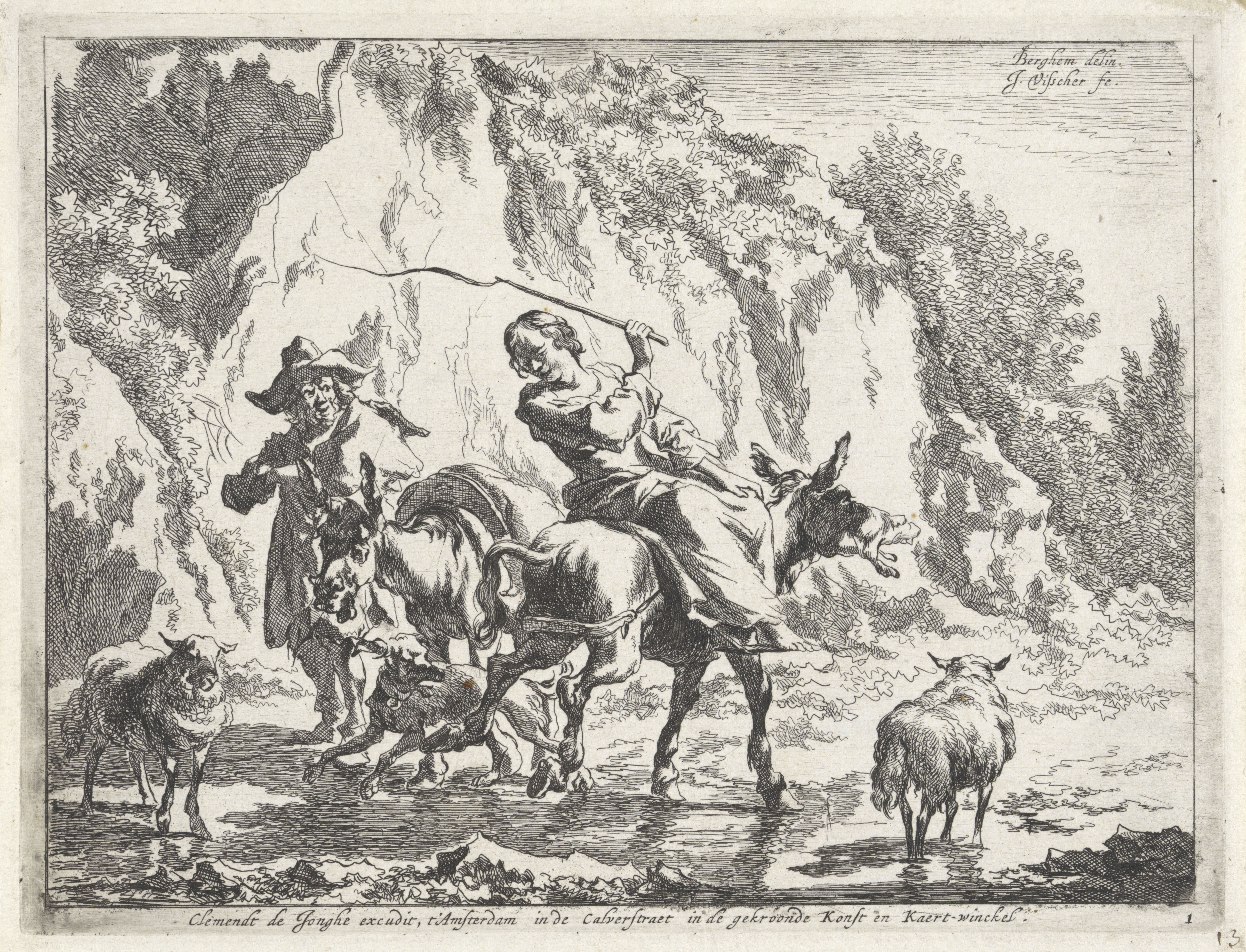
Пастушка погоняет осла. Между 1643 и 1670. По оригиналу Н. Берхема. Офорт. Рейксмюсеум, Амстердам
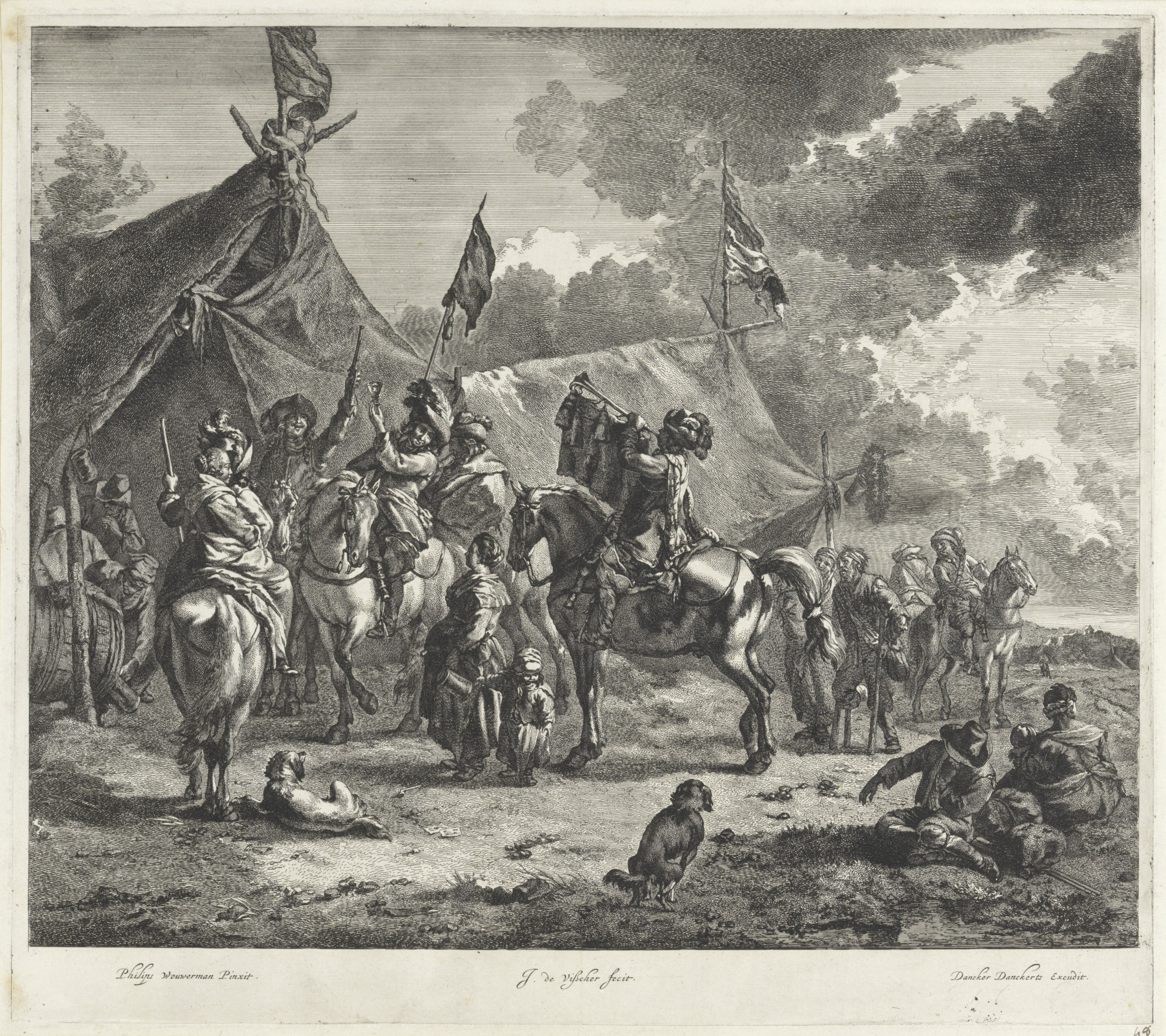
Вестник в армейском лагере. Между 1643 и 1701. По оригиналу Ф. Вауэрмана. Офорт. Рейксмюсеум, Амстердам